# Kiyotaka Oshiyama
Kiyotaka Oshiyama (押山 清高 Oshiyama Kiyotaka?)  es un director de anime, animador, ilustrador  nacido el 3 de enero de 1982 .
Es conocido sobre todo como director de la serie Flip Flappers y de la adaptación del manga Look Back, así como por su trabajo como diseñador. Ahora dirige su propio estudio, Studio Durian..

## Biografía

### Carrera temprana
Oshiyama es originario de la localidad de Motomiya, ubicada en la Prefectura de Fukushima.
Tras incorporarse en el estudio Xebec como animador, participó notablemente en Sōkyū no Fafner como animador clave en 2004. Posteriormente, abandonó el estudio y trabajó como autónomo.

### Reconocimiento como animador yFlip Flappers
Se desempeñó por primera vez como director de animación en la serie Dennō Coil en 2007.. Rápidamente se labró una reputación en la industria, llegando a participar como miembro clave del equipo de varias películas de animación muy conocidas, en particular Evangelion: 2.0 You Can (Not) Advance, Karigurashi no Arrietty y Kaze Tachinu 
Además, fue director de animación de la película Fullmetal Alchemist: la estrella sagrada de Milos en 2011 fue responsable de todos los aspectos (guion, guiones gráficos, dirección y animación clave) del episodio 18 de la temporada 2 de Space Dandy en 2014 . 
En 2016 dirigió su primera serie de televisión con Flip Flappers  , un proyecto del corazón para Oshiyama, a quien su productor dio carta blanca. 

### Studio Durian y Oshiyama diseñador-director.
En 2017, fundó Studio Durian con el productor Yūki Nagano.  Además de producir trabajos artísticos, también imparte talleres dedicados al retoque y la corrección de dibujos, abiertos al público a través de Durian.
En 2018, Masaaki Yuasa dirigió Devilman Crybaby y encargó a Oshiyama el diseño de personajes de los demonios que aparecen en la serie. También trabajó en los diseños mecánicos de las series FLCL Alternative y FLCL Progressive lanzadas ese mismo año. AAl año siguiente, presentó Shishigari, un cortometraje independiente financiado por su estudio, que dirigió y animó.
Después de Flip Flappers, se centró en su faceta de diseñador, ilustrando personajes para series como Deca-Dence, Chainsaw Man, Make My Day y Rising Impact. También participa ocasionalmente como ilustrador en el diseño de cartas coleccionables de Pokémon.  Pero en 2024 reapareció al frente de un proyecto de anime comercial, dirigiendo la adaptación animada del manga one-shot Look Back de Tatsuki Fujimoto, diseñando también los efectos visuales de los personajes. 

## Estilo e impacto

### Estilo visual
A Oshiyama se le considera un animador versátil, capaz de adaptarse a cualquier estilo a la vez que utiliza técnicas de animación originales o inesperadas para entretener a los espectadores; esto le hace idóneo para trabajar en obras de otros directores o artistas.. Masahiko Minami, presidente del estudio Bones, ha declarado que «todo lo que Oshiyama pueda dibujar, tendrá un “estilo Oshiyama”».
Su estilo de dibujo busca crear dinamismo a partir de líneas sencillas y subrayar el encanto inherente al movimiento y el dinamismo de un dibujo animado, así como reafirmar ante el espectador el lado «vivo» de la animación. 

### Reconocimiento
En el Festival Internacional de Cine de Animación de Annecy de 2019, Oshiyama fue uno de los 26 jóvenes creadores elegidos dentro del tema de esta edición del festival, NEW MOTION, destacando la nueva generación de la animación japonesa.

## Filmografía
A menos que se indique explícitamente lo contrario, la información de esta sección se ha extraído de las tarjetas de crédito de las obras mencionadas, o de bases de datos que recopilan estos mismos créditos. 

### Series animadas televisivas
| Année     | Titre                           | Rôle(s)                                                                                                |
| --------- | ------------------------------- | --- |
| 2004      | Sōkyū no Fafner                 | Animación clave                                                                                        |
| 2005      | Mahō Sensei Negima!             | Animación clave                                                                                        |
| 2005      | Elemental Gelade                | Animación clave                                                                                        |
| 2005-2006 | MegaMan NT Warrior              | Diseño de personajes (monstruos), Animación clave                                                      |
| 2006      | The Third - Aoi Hitomi no Shōjo | Animación clave                                                                                        |
| 2007      | Dennō Coil                      | Director de animación, Animación clave                                                                 |
| 2008      | Xam'd: Lost Memories            | Director de animación, Animación clave                                                                 |
| 2014      | Space Dandy                     | Diseño de personajes (extraterrestres, robots), Director de animación, Animación clave de un capítulo. |
| 2016      | Flip Flappers                   | Director, story-board, Director de episodios, Animación clave                                          |
| 2018      | Devilman Crybaby                | Diseño de personajes (demonios), Director de animación, dirección y creación story-board de episodios  |
| 2018      | FLCL Progressive                | Diseños mecánicos                                                                                      |
| 2018      | FLCL Alternative                | Diseños mecánicos                                                                                      |
| 2020      | Deca-Dence                      | Diseño de personajes (cyborgs)                                                                         |
| 2021      | Vlad Love                       | Director de animación, Animación clave                                                                 |
| 2022      | Chainsaw Man                    | Diseño de personajes (demonios)                                                                        |
| 2023      | Make My Day                     | Diseño de personajes (robots)                                                                          |
| 2024      | Rising Impact                   | Diseño de personajes                                                                                   |

### Cine
| Año  | Título                                            | Rol(es)                                                            |
| ---- | ------------------------------------------------- | ------------------------------------------------------------------ |
| 2005 | MegaMan NT Warrior EXE:Hikari to Yami no Program  | Animación clave                                                    |
| 2005 | Fullmetal Alchemist: Conquistador de Shamballa    | Animación clave                                                    |
| 2007 | Doraemon : Nobita to Midori no Kyojinden          | Animación clave                                                    |
| 2009 | Evangelion: 2.0 You Can (Not) Advance             | Animación clave                                                    |
| 2010 | Karigurashi no Arriety                            | Animación clave                                                    |
| 2010 | Pandane no tamago hime                            | Animación clave                                                    |
| 2011 | Fullmetal Alchemist: la estrella sagrada de Milos | Animador jefe, animación clave.                                    |
| 2012 | Una carta para Momo                               | Animación clave                                                    |
| 2013 | Kaze Tachinu                                      | Animación clave                                                    |
| 2017 | Mary to Majo no Hana                              | Animación clave                                                    |
| 2018 | Doraemon: Nobita no takarajima                    | Animación clave                                                    |
| 2020 | Doraemon: el nuevo dinosaurio de Nobita           | Director de Animación, Asistente de Dirección, Animación Principal |
| 2024 | Look Back                                         | Director, diseño de personajes, guion, animación clave.            |

### Otros
| Año  | Título                                          | Amable        | Rol(es)                                                               |
| ---- | ----------------------------------------------- | ------------- | --------------------------------------------------------------------- |
| 2010 | GLAY - Je t'aime                                | Video musical | Animación clave                                                       |
| 2019 | Shishigari                                      | ONA           | Concepto original, producción, guion gráfico, guion, animación clave. |
| 2020 | Colaboración entre Kao Corporation y Evangelion | Publicidad    | Producción, guion gráfico, animación clave.                           |
| 2021 | Lotte Ghana - Gallina de regalo de Ghana        | Publicidad    | Diseño de personajes, director de animación.                          |